# Ячевський Леонард Антонович
Леонард Антонович Ячевський (11 вересня 1858 — 16 квітня 1916) — геолог та гірничий інженер.

## Життєпис
Леонард Ячевський народився в селі Вількове Конінського повіту Калишської губернії в родині шляхтича Антона Ячевського. Після навчання у Варшавському реальному училищі вступив до С.-Петербурзького гірничого інституту і у 1883 році отримав диплом гірничого інженера та чин 10-го класу відповідно Табелю про ранги.
З 1883 по 1887 роки працював на різних посадах на приватних золотих промислах Східного Сибіру, Троїцькому солеварному заводі, у Гірничому управлінні Східного Сибіру. У 1887 році був учасником Саянської експедиції, що проходила по північно-західній Монголії і західній частині Саянської гірської області. У 1889—1890 роках шукав кам'яновугільні родовища в киргизьких степах, а в 1890—1893 — у Сибіру.
У 1893—1894 роках працював у геологічної партії, яка проводила дослідження для будівництва Транссибірської залізниці. У 1895—1898 роках Л. А. Ячевський займався пошуками родовищ нефриту у верхів'ях річок Кітой, Онот, Урік і Біла. Відкрив родовища нефриту в Іркутській губернії (1896—1897 роки).
З 1899 року — професор мінералогії в Катеринославському вищому гірничому училищі, завідував мінералогічним кабінетом. У 1901 - 1903 роках очолював Катеринославське відділення Імператорського Російського технічного товариства.
З 1903 року служив у Геологорозвідувальному Комітеті у Петербурзі. З 1905 року викладав за сумісництвом геологію і петрографію у Миколаївській Військово-Інженерній академії, тому що 5-6 місяців щорічно проводив польові дослідження Сибіру, керуючи Єнісейською геологічною партією.

## Наукова діяльність
Леонард Ячевський по приїзді в Сибір став членом Східно-Сибірського відділення Російського географічного товариства. В «Известиях» цього товариства він почав з 1884 року друкувати свої статті. З 1888 — почав друкуватися у столичних геологічних виданнях. За його ініціативи було відкрито Сибірське відділення Геологічного комітету.
За час викладання у в Катеринославському вищому гірничому училищі він підготував та видав три підручники: «Конспект лекцій з мінералогії», «Кристалофізика», «Мінералогія» та «Кристалографічні таблиці»
Значна частина робіт вченого присвячена питанням температури верхнього шару Землі в межах Російської держави. У 1910 році очолив Геотермічну комісію створену при Географічному товаристві.
У некролозі Л. А. Ячевському В. І. Вернадський зазначав:
|  | Подобно многим современным натуралистам – и я думаю подобно всем натуралистам будущего – для него не было границы между прикладной и теоретической наукой. Он к вопросам практики подходил с научным методом и извлекал оттуда вопросы, интересовавшие жизнь, но ставившие в то же время и науке новые задачи. Он много сделал для познания полезных ископаемых Сибири, в частности золота(рос.) |

## Основні праці
- «Геологический очерк золотых промыслов вблизи слияния рек Онона и Ингоды»;
- «Алиберовское месторождение графита»;
- «Геотермические наблюдения в Сибири»;
- «Ueber die thermische Regime der Erdoberfläche».